# Phalops boschas
Phalops boschas là một loài bọ cánh cứng trong họ Bọ hung (Scarabaeidae).